# Svaz židovských zemědělců v Podkarpatské Rusi
Svaz židovských zemědělců v Podkarpatské Rusi byla židovská zájmová organizace a politická strana na území prvorepublikového Československa, respektive na Podkarpatské Rusi. Reprezentovala zájmy židovských statkářů a obchodníků a měla blízko k československým agrárníkům.

## Dějiny
Vznikl roku 1921 v době, kdy se na Podkarpatské Rusi začalo formovat politické spektrum. Tehdy zde také vznikla Židovská konzervativní strana jako představitelka ultraortodoxních Židů napojených na hnutí Agudat Jisra'el a Židovská občanská strana v Podkarpatské Rusi napojená na sionistické hnutí a inspirovaná kandidátní listinou Sdružené židovské strany, která se zúčastnila v Českých zemích a na Slovensku parlamentních voleb v roce 1920.
V roce 1923 všechny tyto tři politické formace kvůli pocitu vnějšího ohrožení antisemitismem i kvůli společným zájmům na obhajobě židovských ekonomických zájmů vytvořily dočasně zastřešující alianci pod názvem Židovská strana Podkarpatské Rusi. Za agrárníky v ní zasedal Emanuel Guttmann, za ortodoxní Koloman Weiss a za sionisty Alexander Spiegel. V komunálních volbách roku 1923 pak tato společná platforma uspěla v mnoha obcích. V roce 1924 se tato koalice ovšem rozpadla a agrární a ortodoxní proudy se od sionistů oddělily.
V doplňovacích parlamentních volbách na Podkarpatské Rusi v roce 1924 agrární a ortodoxní křídlo šlo do voleb jako Židovská demokratická strana, sionisté kandidovali jako Židovská lidová strana. Nástupcem Svazu židovských zemědělců v Podkarpatské Rusi pak v parlamentních volbách v roce 1925 byla Židovská hospodářská strana, v parlamentních volbách v roce 1929 Židovská republikánská strana, která kandidovala coby součást československé argární strany. Tyto proagrárnické konzervativní formace nezískaly zastoupení v parlamentu, ale na lokální úrovni zůstávaly po celou První republiky na východě republiky silným proudem. V zemských volbách v roce 1928 získali židovští republikáni zastoupení v podkarpatoruském zemském sněmu. Sionistický proud pokračoval v existenci jako Židovská strana.